# William S. Cohen
William S. Cohen (Bangor, 1940. augusztus 28. –) az Amerikai Egyesült Államok szenátora (Maine, 1979–1997), 1997–2001 között védelmi miniszter.